# Ino Augsberg

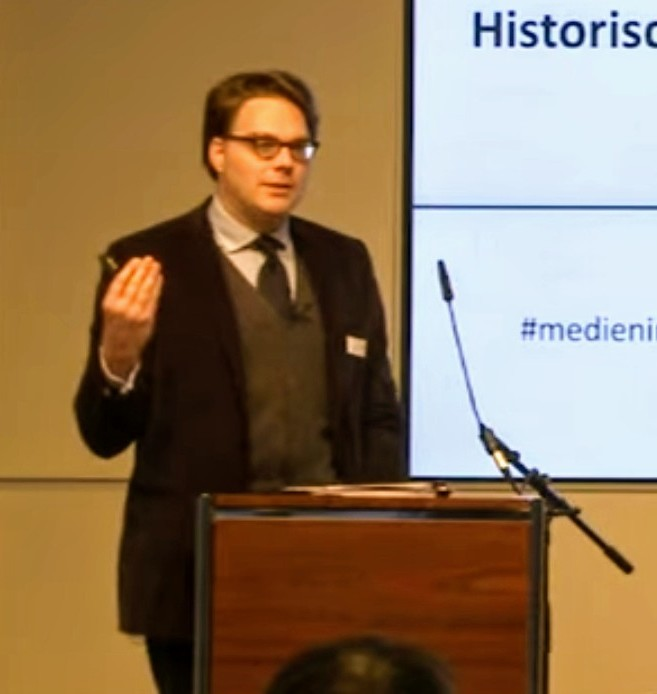
Ino Augsberg (2014)

Ino Augsberg (* 13. September 1976 in Gießen) ist ein deutscher Rechtsphilosoph und Hochschullehrer.

## Leben
Augsberg absolvierte ein Studium der Philosophie, Kunstgeschichte, Literatur- und Rechtswissenschaft an den Universitäten in Freiburg im Breisgau und Heidelberg. 2001 erfolgte in Freiburg die Promotion zum Dr. phil. mit der Arbeit „Wiederbringung des Seienden“: Zur ontologischen Differenz im seinsgeschichtlichen Denken Martin Heideggers. Anschließend setzte er sein Studium der Rechtswissenschaften fort. Das Erste Juristische Staatsexamen legte er 2004 ab. Anschließend war er bis 2008 wissenschaftlicher Mitarbeiter am Seminar für Öffentliches Recht und Staatslehre der Universität Hamburg bei Karl-Heinz Ladeur. 2006 folgte das Zweite Juristische Staatsexamen und 2008 die Promotion zum Dr. iur. mit der Arbeit Die Lesbarkeit des Rechts: Texttheoretische Lektionen für eine postmoderne juristische Methodologie. Von 2008 bis 2013 war er wissenschaftlicher Mitarbeiter und Akademischer Rat am Lehrstuhl für Öffentliches Recht und Kirchenrecht der Ludwig-Maximilians-Universität München bei Stefan Korioth. Dort erfolgte 2013 die Habilitation.
Nach einer Lehrstuhlvertretung an der Universität Bayreuth folgte Augsberg zum Wintersemester 2013/14 einem Ruf an die Christian-Albrechts-Universität zu Kiel. Dort ist er als Nachfolger von Robert Alexy Inhaber des Lehrstuhls für Rechtsphilosophie und Öffentliches Recht sowie Co-Direktor des Hermann Kantorowicz-Instituts für juristische Grundlagenforschung. Einen Ruf an die Bucerius Law School nach Hamburg, auf den Lehrstuhl Kritik des Rechts, lehnte er 2020 ab.
2022 wurde Augsberg in die Akademie der Wissenschaften in Hamburg gewählt.
Sein Zwillingsbruder ist der Professor für Öffentliches Recht an der Justus-Liebig-Universität Gießen, Steffen Augsberg.

## Schriften (Auswahl)
- „Wiederbringung des Seienden“. Zur ontologischen Differenz im seinsgeschichtlichen Denken Martin Heideggers. Wilhelm Fink, München 2003, ISBN 3-7705-3805-6.
- mit Karl-Heinz Ladeur: Toleranz – Religion – Recht: Die Herausforderung des „neutralen“ Staates durch neue Formen der Religiosität in der postmodernen Gesellschaft. Mohr Siebeck, Tübingen 2007, ISBN 978-3-16-149072-9.
- mit Karl-Heinz Ladeur: Die Funktion der Menschenwürde im Verfassungsstaat. Humangenetik – Neurowissenschaft – Medien. Mohr Siebeck, Tübingen 2008, ISBN 978-3-16-149617-2.
- Denken in Netzwerken. Zur Rechts- und Gesellschaftstheorie Karl-Heinz Ladeurs. Mohr Siebeck, Tübingen 2009, ISBN 978-3-16-149924-1.
- Die Lesbarkeit des Rechts. Texttheoretische Lektionen für eine postmoderne juristische Methodologie. Velbrück Wissenschaft, Weilerswist 2009, ISBN 978-3-938808-65-8.
- mit Sebastian Unger (Hrsg.): Basistexte: Grundrechtstheorie. Nomos-UTB, Baden-Baden 2012, ISBN 978-3-8252-3722-6.
- Informationsverwaltungsrecht. Zur kognitiven Dimension der rechtlichen Steuerung von Verwaltungsentscheidungen. Mohr Siebeck, Tübingen 2014, ISBN 978-3-16-152810-1.
- Kassiber. Die Aufgaben der juristischen Hermeneutik. Mohr Siebeck, Tübingen 2016, ISBN 978-3-16-154882-6.
- mit Saskia Lettmaier und Rudolf Meyer-Pritzl (Hrsg.): Hermann Kantorowicz' Begriff des Rechts und der Rechtswissenschaft., Mohr Siebeck, Tübingen 2020, ISBN 978-3-16-159798-5
- Schmitt-Lektüren. Vier Versuche über Carl Schmitt. Duncker & Humblot, Berlin 2020, ISBN 978-3-428-15912-3.
- Theorien der Grund- und Menschenrechte. Eine Einführung. Mohr Siebeck, Tübingen 2021, ISBN 978-3-16-158285-1.